# FK Ljuboten
Fudbalski klub Ljuboten Tetovo (makedonsky: ФК Љуботен) je severomakedonský fotbalový klub sídlící ve městě Tetovo. Klub byl založen v roce 1919 jako jeden z nejstarších klubů v Severní Makedonii. Klub byl v roce 2013 vyloučen ze severomakedonské Treta Ligy.

## Úspěchy
- Makedonska Vtora Liga ( 1x )
  - 1992/93